# Antimetafizica
Antimetafizica este un volum inedit al poetului, scriitorului și eseistului român Nichita Stănescu, alcătuit împreună cu
Aurelian Titu Dumitrescu  și apărut în foileton în suplimentul literar al Scânteii Tineretului, în 1983. Va fi publicat între coperte cu titlul complet Antimetafizica, Nichita Stănescu însoțit de Aurelian Titu Dumitrescu, la Editura Cartea Românească, în 1985.